# Sigurd Abel
Sigurd Abel, född 4 juni 1837 i Leonberg, död 9 januari 1873, var en tysk historiker.
Han började sin bana på gymnasiet i Stuttgart. År 1855 började han studera historia vid universiteten i Jena, Göttingen och Berlin. I Göttingen studerade han under Georg Waitz, för vilken han 1859 lade fram sin avhandling. Han tjänstgjorde som professor vid Justus-Liebig-Universität i Gießen åren 1868–1870, men tvangs dra sig tillbaka av hälsoskäl.